# Sadr al-Din Musa
Sadr al-Din Musa (1305-1391) est un soufi qui a exercé à Ardabil (Iran). Fils et successeur de Safi al-Din Ardabili, il a dirigé l’ordre soufi Safavieh durant 59 ans, à partir de 1334.

## Biographie
Né le 26 avril 1305 à Ardabil, il est le second fils de Safi al-Din Ardabili et de Bibi Fatima, fille de Zahed Guilani, un maître du soufisme. Son frère aîné étant mort en 1324/5, il succède à son père à sa mort, en 1334.
En 1372, il obtient un firman du sultan Ahmad, de la dynastie des Djalayirides, dont dépendait Ardabil depuis 1361, qui lui accorde des exemptions d'impôts pour lui et son ordre. Il semble qu'il ait amassé une importante fortune.
Il a édifié le complexe du mausolée de son père à Ardabil et y a prévu des salles pour la méditation privée, une résidence pour les lecteurs du Coran. La construction du mausolée est achevée en 1344.
À sa mort en 1391, il est enterré à côté de son père. Son fils Khvajeh Ali († 1429) lui succède à la tête de l'ordre.